# José Alexis Rodríguez
Pour les articles homonymes, voir José Rodríguez et Rodríguez.
Rodríguez  Villalobos est un nom espagnol. Le premier nom de famille, en général paternel, est Rodríguez ; le second, en général maternel, souvent omis, est Villalobos.
José Alexis Rodríguez Villalobos, né le 6 juillet 1996, est un coureur cycliste costaricien.

## Biographie
Au mois de mai 2017, il est sacré champion panaméricain du contre-la-montre espoirs.
Le 31 janvier 2018, l'UCI annonce qu'il a été contrôlé positif à l'EPO CERA le 22 décembre précédent, au cours du Tour du Costa Rica 2017, ce qui lui vaut une suspension provisoire.  Il est suspendu quatre ans jusqu'au 21 décembre 2021.

## Palmarès
- 2015
  -  Champion du Costa Rica du contre-la-montre espoirs
- 2016
  - 2e du championnat du Costa Rica du contre-la-montre espoirs
- 2017
  -  Champion panaméricain du contre-la-montre espoirs
  -  Champion du Costa Rica sur route espoirs
  -  Champion du Costa Rica du contre-la-montre espoirs
- 2022
  -  Champion du Costa Rica du contre-la-montre

## Classements mondiaux
| Année            | 2016 | 2017 |
| ---------------- | ---- | ---- |
| UCI America Tour | 578e | 79e  |